# Связующая лига
Связу́ющая ли́га в современной музыкальной нотации — лига, применяющаяся для обозначения беспрерывного звучания смежных нот одинаковой высоты. Такой метод увеличения длительности ноты используется, когда
- для желаемой длительности не существует отдельного знака,
- требуется связать ноты, разделённые тактовой чертой,
- замена залигованных нот одним знаком (нотой с точками) равной длительности исказила бы метрическую структуру музыкального материала.

С паузами связующие лиги не применяются.
Другие названия связующей лиги: соедини́тельная ли́га, залиго́вка, лигату́ра.

## Позиционирование
В одноголосии соединительные лиги выписываются с противоположной стороны от штилей (то есть у нотных головок). К нотным головкам без штилей лиги ставят в соответствии с положением воображаемых штилей.
В двухголосии лиги выписывают для верхних нот над головками, для нижних — под головками. В тех случаях, когда связующая лига оказывается со стороны штилей, лишний отступ от нотных головок не добавляется (в отличие от фразировочных лиг).
Для прим в одноштильной записи выставляется одна лига, в двуштильной записи — две.
В одноштильной записи трёхголосия две лиги изгибаются противоположно направлению штилей, третья — со стороны штилей. В четырёхголосии при одноштильной записи две лиги выписываются над нотными головками, две — под ними.
Однако такое правило может нарушаться в аккордах при наличии в них интервалов секундового соотношения. Для нижней ноты секунды лигу лучше ставить изгибом вниз, для верхней — вверх.
При двуштильной записи, независимо от количества голосов, лиги выставляются для верхних голосов — над нотными головками, для нижних — под нотными головками.
В произведениях для фортепиано при наличии соединительных и фразировочных лиг в двуштильной записи залиговки выставляются с изгибами в противоположных направлениях, а фразировочные лиги — в зависимости от графического удобства.

## Начертание
Иногда соединительные лиги изображаются в виде прямых линий с загнутыми концами. Такое начертание соединительных лиг, совершенно отличное от выпуклых фразировочных, весьма наглядно. Оно способствует быстрой ориентации исполнителя в определении разницы между фразировочными и соединительными лигами.
Для изображения протяжённого тремоло соединительные лиги у тремолирующих нот часто изображают пунктирными, поскольку звучание нот фактически прерывается и лига теряет свой первоначальный смысл. Однако наличие лиги показывает, что следующая нота продолжает прежнее тремоло, а не начинает новое, и это позволяет избежать лишней атаки.
Пунктирные соединительные лиги применяются также для указания на вариантность исполнения. Например, при первом прочтении лига действует, и ноты исполняются слитно, а при повторе лига не действует и ноты исполняются, как два отдельных звука. Обычно такая запись используется в вокальной музыке, если в разных куплетах (или в подтекстовке на разных языках) на те же ноты приходится разное количество слогов.